# Eni Voltolini
Eni José Voltolini (Corupá, 8 de maio de 1950) é um político brasileiro, filiado ao Partido Progressista (PP).

## Carreira
Foi deputado à Assembleia Legislativa de Santa Catarina na 13ª legislatura (1995 — 1999) e na 17ª legislatura (2011 — 2015). Foi deputado federal por Santa Catarina na 51ª legislatura (1999 — 2003).